# Ligne d'Anizy-Pinon à Chauny
La ligne d'Anizy-Pinon à Chauny est une ligne de chemin de fer française à écartement standard et à voie unique non électrifiée. Elle reliait les villes d'Anizy-Le-Château et de Chauny à travers la forêt de Saint-Gobain, elle desservait notamment Coucy-le-Château-Auffrique et Folembray. 
Elle constituait la ligne 234 000 du réseau ferré national. Déclassée en presque totalité, elle se limite aujourd'hui à la Voie-mère de Chauny-St-Gobain (n° 242 610) qui donne accès à plusieurs installations terminales embranchées (I.T.E.) au sud de Chauny.

## Histoire

### Ouverture et activité de la ligne

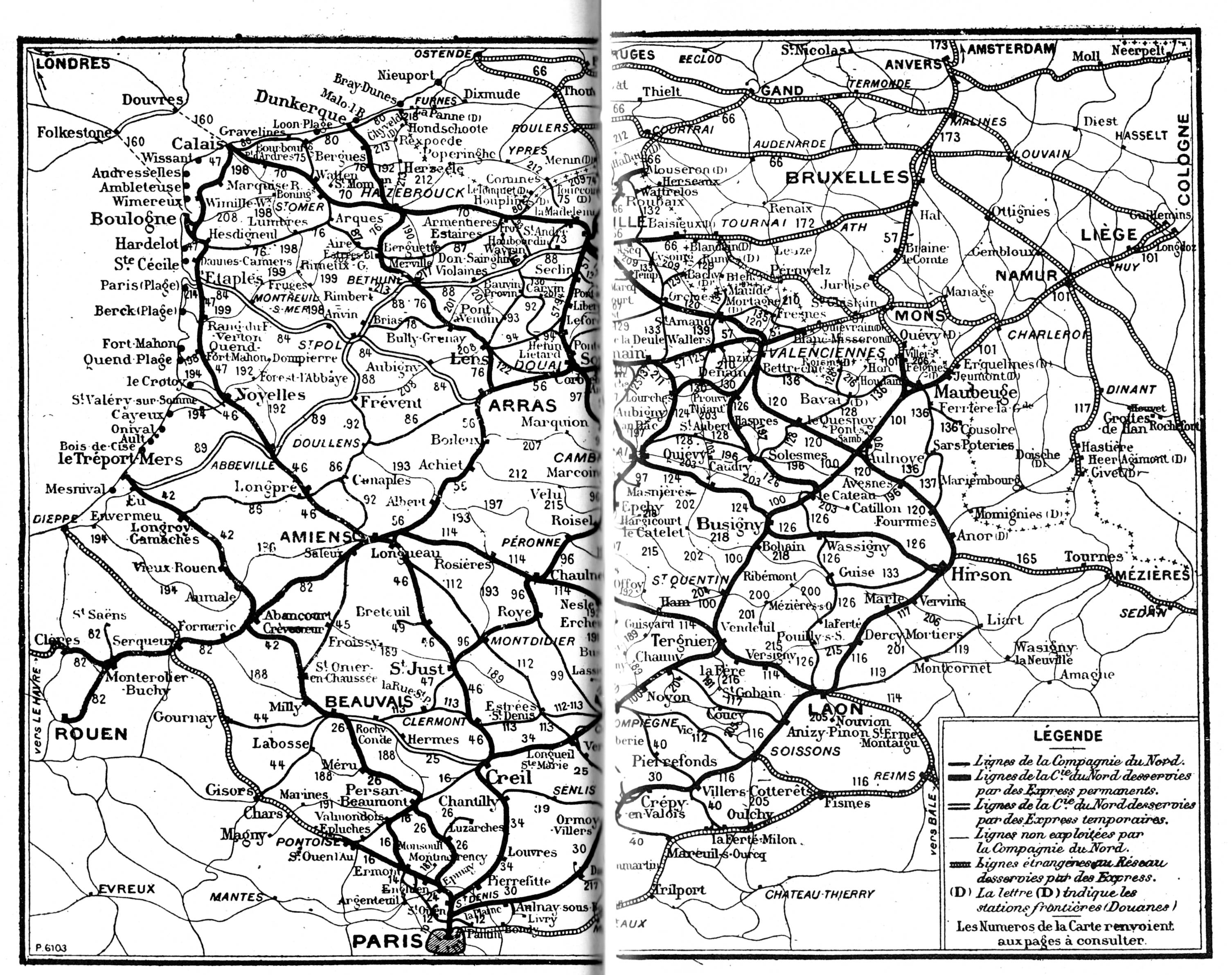
Le réseau de la Compagnie du Nord en 1914.

Cette ligne est concédée à titre éventuel le 22 mai 1869 par une convention signée entre le ministre des Travaux Publics et les sieurs Anatole de Melun, Charles Werner de Mérode, Louis Dupont, Florimond de Coussemaker, Isidore David Porteau, Benjamin Labarbe qui représentent la Compagnie des chemins de fer du Nord-Est constituée à cet effet. Cette convention est approuvée à la même date par un décret impérial.
La ligne est déclarée d'utilité publique, avec retard en raison de la guerre franco-prussienne, le 2 juillet 1872 rendant ainsi la concession définitive. Le décret précise : Le chemin susmentionné empruntera la section de ligne de Chauny à Saint-Gobain comprise entre Chauny et la halte de Rond-d'Orléans, et à partir de ce dernier point, passera à Folembray, à Coucy-le-Château, et aboutira, sur la ligne de Soissons à la frontière belge, en avant de la station d'Anisy.
Toutefois, dès le 17 décembre 1875, la Compagnie des chemins de fer du Nord-Est signe un traité avec la Compagnie des chemins de fer du Nord pour l'exploitation jusqu'à l'échéance de la concession de l'ensemble des lignes dont elle est concessionnaire. Ce traité est approuvé par un décret le 20 mai 1876,
Les travaux ne purent commencer qu'en 1879 après que de nombreux débats aient eu lieu sur l'emplacement des stations, notamment celle de Folembray.
Elle a été finalement mise en service le 1er mai 1882. À cette date, elle est parcourue par 4 trains par jour dans chaque sens (2 le matin et 2 le soir)
La ligne est rattachée au réseau de Compagnie des chemins de fer du Nord selon les termes d'une convention signée entre le ministre des Travaux publics et la compagnie le 5 juin 1883. Cette convention est approuvée par une loi le 20 novembre suivant. Toutefois, la Compagnie des chemins de fer du Nord n'en deviendra pleinement concessionnaire qu'à la suite d'un traité passé avec la Compagnie des chemins de fer du Nord-Est le 30 mars 1889 et approuvé par une loi le 7 février 1890. Cette concession durera jusqu'au 1er janvier 1938, où la section de Rond-d'Orléans à Anizy-Pinon sera transférée à la Société nationale des chemins de fer français (SNCF). Depuis 1997, c'est Réseau ferré de France qui est propriétaire et gestionnaire de la partie non déclassée.

## Ambulant postal

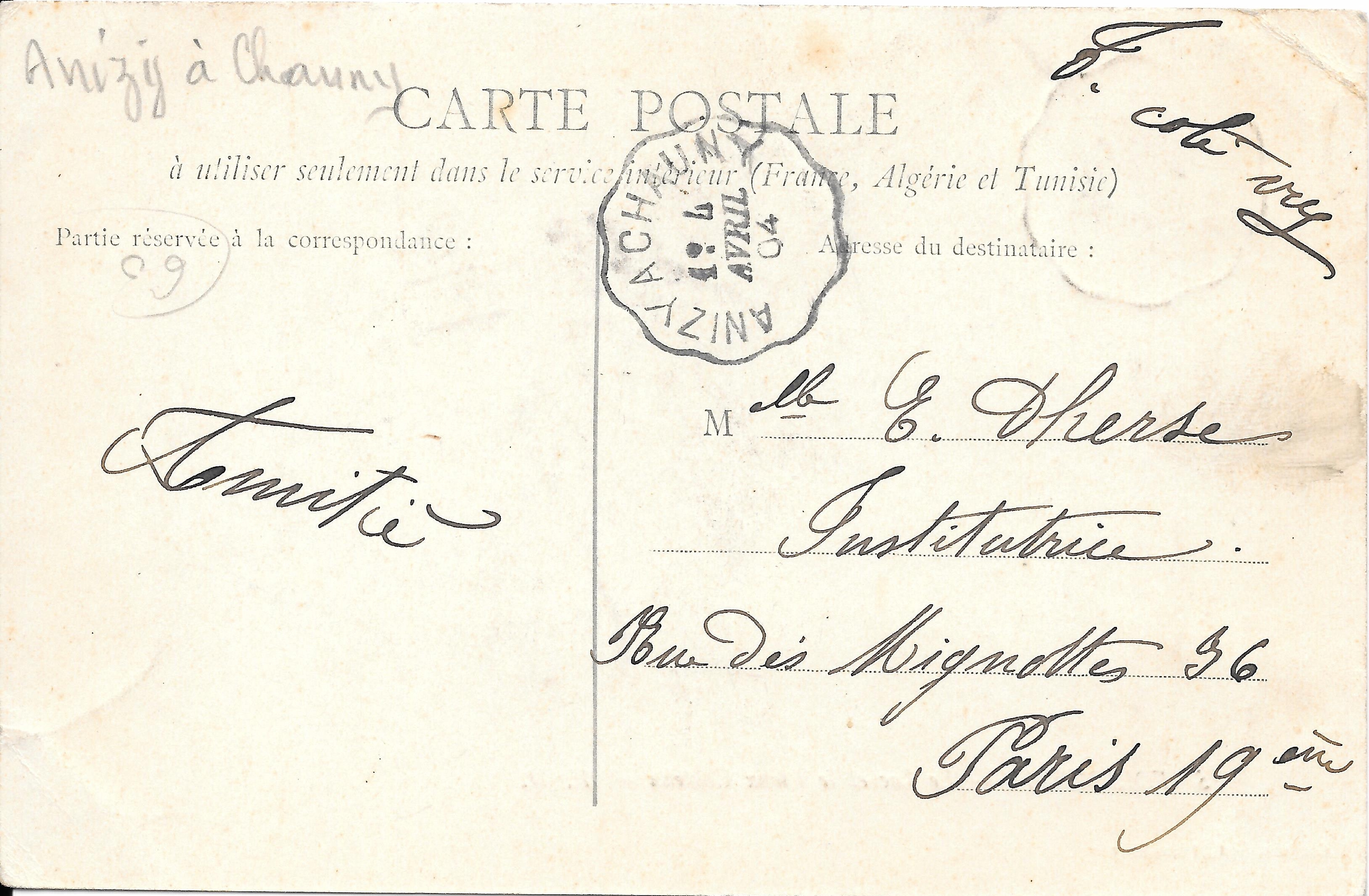
Carte postale comportant le timbre à date crénelé d'ambulant postal sur la ligne d' Anizy-Pino à Chauny daté du 4 avril 1904.

Un service d' ambulant postal a fonctionné sur cette ligne. Les lettres étaient déposées dans les gares et, dans le train, un employé oblitérait la lettre avec un timbre à date rond à créneaux, typique des cachets d'ambulants postaux français du début du XXè siècle.

### Fermeture progressive de la ligne
Le trafic voyageur fut substitué par autocar le 22 mai 1937. Il n'existait plus à ce moment que 3 trains dans chaque sens (deux le matin et un le soir) et la liaison de Chauny à Laon n'était parfois plus directe. La dépose de la ligne commença dès les années 1950 pour ce qui concerne la section du Rond d'Orléans à Folembray, et se poursuivit jusque dans les années 1990 pour le reste de la ligne sauf aux abords de Chauny.

### Dates de déclassement
- Section de Rond-d'Orléans-Nord à la bifurcation de Rond-d'Orléans (PK 140,650 à 141,350) : 12 novembre 1954[9].
- Section de Folembray à Rond-d'Orléans-Nord (PK 138,700 à 140,650) : 24 mai 1960[10].
- Section de Coucy-le-Château à Folembray (PK 134,730 à 138,700) : 14 février 1992[11].
- Section d'Anizy-Pinon à Coucy-le-Château (PK 122,959 à 134,730) : 20 mars 1995[12].

### Les principales gares de la ligne

#### Coucy-le-Château
Coucy-le-Château possédait deux gares sur la ligne, une gare au Nord qui permettait dès 1909, la liaison vers Blérancourt par les chemins de fer départementaux de l'Aisne (voie métrique), et une halte plus au sud (dont la photographie figure en en-tête).

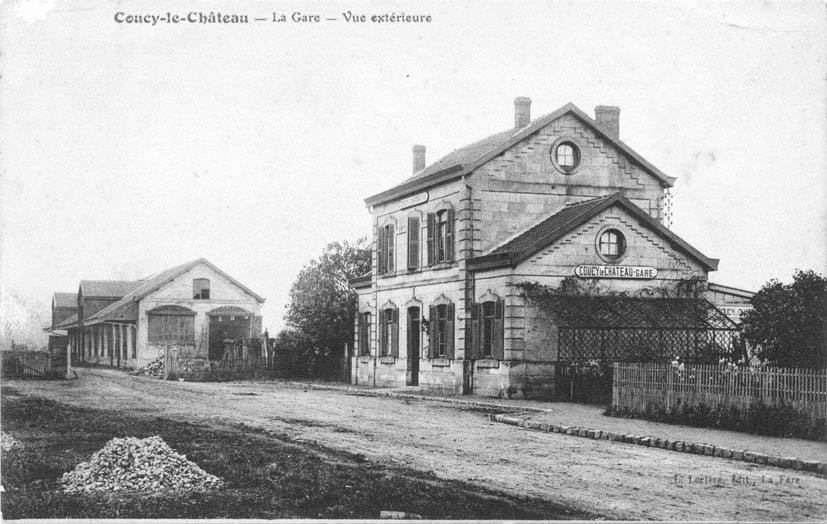
La première gare de Coucy-le-Château avant la Première Guerre mondiale.
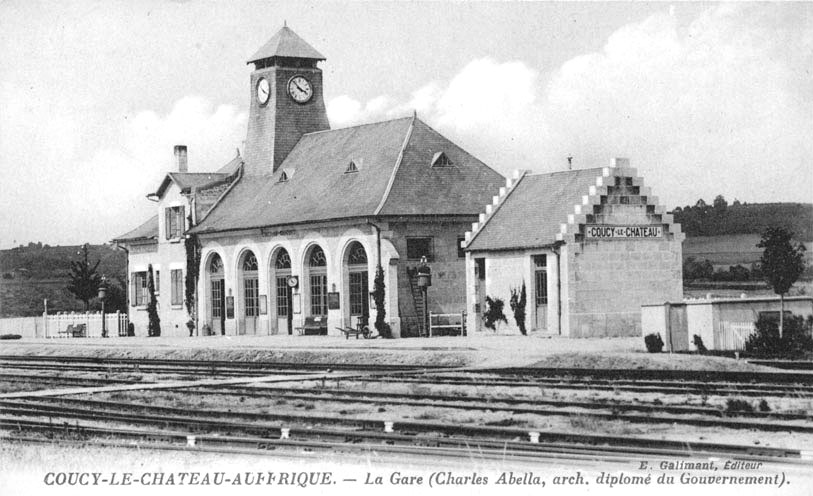
La gare en activité, après sa reconstruction à la suite de la Première Guerre mondiale.
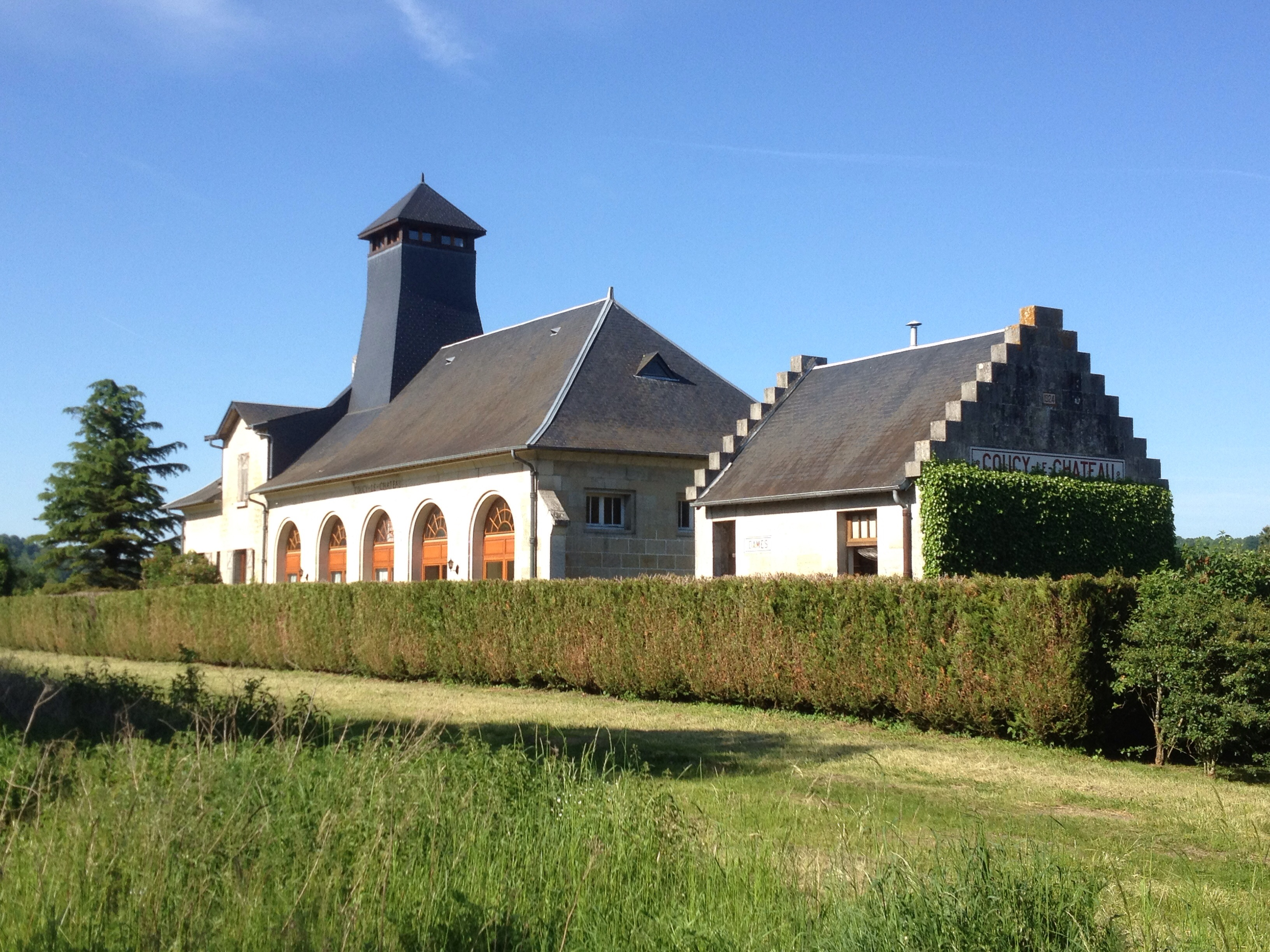
L'ancienne gare de Coucy-Le-Château, gare de bifurcation vers Blérancourt par les chemins de fer départementaux de l'Aisne (voie métrique).

## Vestiges
Il existe de nombreux vestiges de cette ligne. Tout d'abord la ligne est encore ferrée à ce jour, à l'exception des passages à niveau qui croisent les routes principales, sur l'ensemble de la section de Chauny au Rond d'Orléans. Du Rond d'Orléans à Anizy-Pinon, la majorité de la voie est déferrée. Des maisons de passage à niveau sont observables et le bâtiment voyageurs de la gare de Sinceny-Autreville est parfaitement visible, ainsi que son quai. Le tunnel de Folembray est parfaitement conservé, tout comme la gare de Coucy-Le-Château.

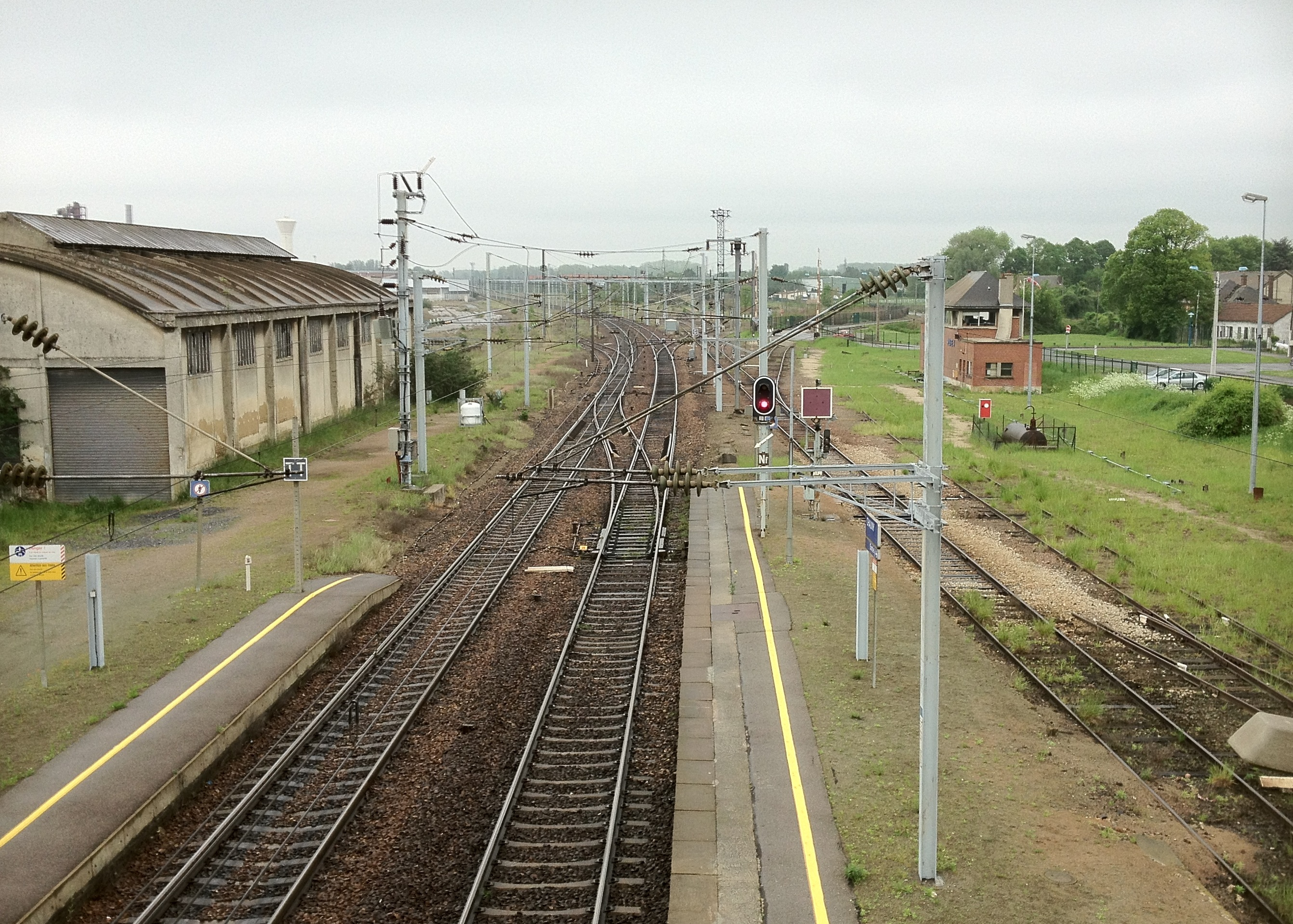
Sur cette photographie, à droite, la voie mère de Chauny-Saint-Gobain.
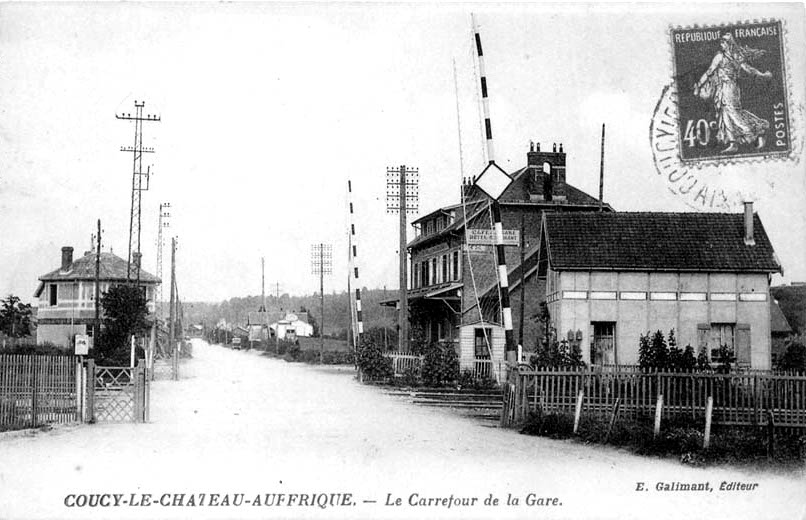
Le passage à niveau de la rue Montoir à Coucy-le-Château en activité.
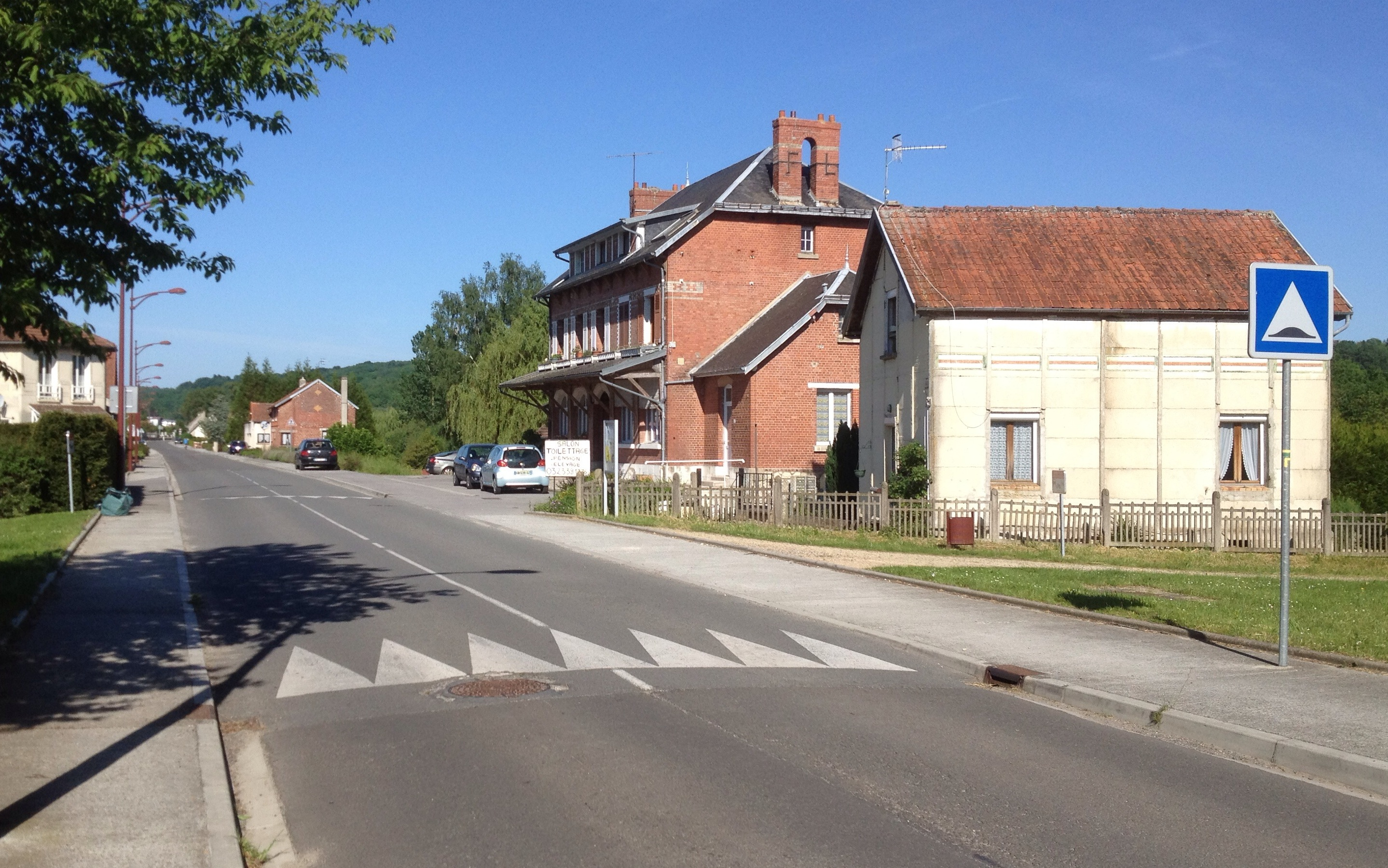
Les restes du passage à niveau de la rue Montoir à Coucy-le-Château.
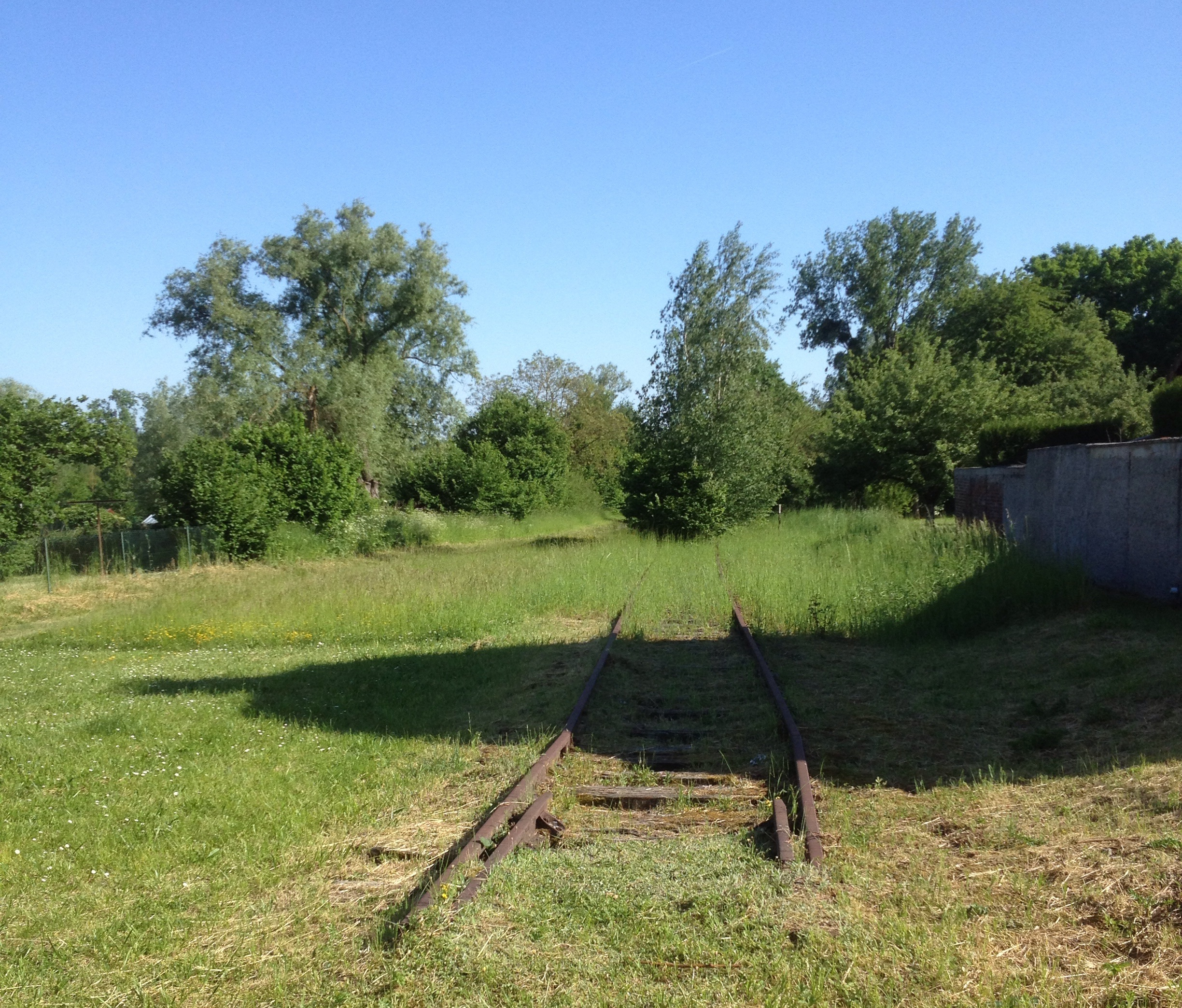
Rails non-déposés à Coucy-le-Château à proximité de l'ancienne gare.